# ایگور ژلزوفسکی
ایگور ژلزوفسکی (روسی: Игорь Николаевич Железовский؛ ۱ ژوئیهٔ ۱۹۶۳ – ۱۲ ژوئن ۲۰۲۱) از برندگان مدال‌های بازی‌های المپیک زمستانی اسکیت‌باز سرعت اهل اتحاد جماهیر شوروی سوسیالیستی بود.